# Кривохатский, Игорь Николаевич
Игорь Николаевич Кривохатский (22 октября 1922, Бахмут — 27 июля 1999, Одесса) — советский и украинский режиссёр-документалист, организатор и первый директор Одесской студии телевидения (1956—1958).

## Биография
Родился в семье учителей. В шестнадцать лет работал пионервожатым Дворца пионеров, в восемнадцать лет поступил в военную авиашколу.
Участник Великой Отечественной войны.
В 1946—1948 годах учился во Всесоюзном государственном институте кинематографии. Из-за тяжелой болезни родителей уехал в Одессу. В 1953 году окончил филологический факультет, а в 1955 году — аспирантуру Одесского государственного университета им. И. Мечникова. Работал редактором массово-политической литературы Одесского книжного издательства.
В 1956—1958 годах — организатор и первый директор Одесской студии телевидения. С 1958 года — режиссёр телевизионных фильмов.
Член Союза кинематографистов и Союза журналистов Украины.
Скончался 27 июля 1999 года в Одессе. Урна с прахом захоронена в колумбарии на Втором Христианском кладбище.

## Фильмография
- 1961 — Волшебник из Любомирки
- 1963 — Летят белокрылые чайки
- 1967 — С добрым утром, Дунай!
- 1967 — Самый обычный рейс
- 1969 — 20000 миль
- 1969 — Идем завтра в море
- 1970 — Баллада о комиссарах
- 1970 — Семья Крымлянских
- 1972 — Моряк из Одессы (Диплом Всесоюзного фестиваля «Киномарина-73», Одесса, 1973)
- 1974 — Ветераны вспоминают
- 1976 — Крылья
- 1977 — Плыви, бригантина!
- 1981 — Откровенность

## Песни
- Есть такой порт[4]
- Капитаны
- Місто рідне моє (Мой город родной)[5]

## Награды и звания
Был отмечен фестивалях в Киеве, Владивостоке, Лейпциге и др.
Награждён орденами Отечественной войны II ст., Красной Звезды, медалями.